# Skyddsjakt
Skyddsjakt är en benämning på jakt som bedrivs för att förebygga skador på mänskliga intressen som har uppkommit av vilda djur.
Under skyddsjakt får även djur som är fridlysta, eller djur för vilka jakttiden inte är inne jagas, om de förutsättningar som anges i lagstiftningen är uppfyllda. Några exempel från Sverige: Naturvårdsverket eller länsstyrelserna kan besluta om skyddsjakt om viltbeståndets storlek innebär att det finns påtagliga risker för trafikolyckor eller viltskador.
Den som har jakträtt får (utan beslut enligt ovan) bedriva skyddsjakt på vissa djurarter som anges i Jaktförordningen när det är nödvändigt för att förebygga skador. För flera arter är sådan skyddsjakt endast tillåten en del av året. För andra arter, till exempel råttor och vildkanin samt vissa måsfåglar vid flygplatser är skyddsjakt tillåten hela året. Också den som har gård, trädgård eller handelsträdgård men saknar jakträtt får bedriva skyddsjakt.
Om något av rovdjuren björn, varg, järv eller lo angriper ett tamdjur (eller om det finns skälig anledning att befara ett sådant angrepp) får tamdjurets ägare eller vårdare döda rovdjuret under vissa förutsättningar, bland annat att det inte räcker att skrämma bort rovdjuret. Skyddsjakt regleras i Sverige i Jaktlagen 7-8 § och Jaktförordningen 23-29 §.
Jämför med begreppet "licensjakt".